# Meridiano 57 W
O meridiano 57 W é um meridiano que, partindo do Polo Norte, atravessa o Oceano Ártico, América do Norte, Oceano Atlântico, América do Sul, Oceano Antártico, Antártida e chega ao Polo Sul. Forma um círculo máximo com o Meridiano 123 E.
Começando no Polo Norte, o meridiano 57º Oeste tem os seguintes cruzamentos:
| País, território ou mar | Notas |
| ----------------------- | --- |
| Oceano Ártico           | |
| Mar de Lincoln          | |
| Gronelândia             | Ilha principal e algumas ilhas menores |
| Baía de Baffin          | |
| Gronelândia             | Pequeno trecho |
| Baía de Baffin          | |
| Estreito de Davis       | |
| Oceano Atlântico        | Mar do Labrador |
| Canadá                  | Labrador, Terra Nova e Labrador |
| Estreito de Belle Isle  | |
| Canadá                  | Ilha da Terra Nova, Terra Nova e Labrador |
| Oceano Atlântico        | |
| Suriname                | Centro do país |
| Guiana                  | Extremo sudeste - área reclamada pelo Suriname |
| Brasil                  | Pará Amazonas (curto trecho) Pará Mato Grosso Mato Grosso do Sul                                                                                              |
| Paraguai                | Passa a leste de Assunção |
| Argentina               | Passa a sul de Corrientes |
| Brasil                  | Passa no extremo oeste do Rio Grande do Sul - Uruguaiana |
| Uruguai                 | Oeste do país |
| Rio da Prata            | |
| Argentina               | Extremo leste, a leste de Mar del Plata |
| Oceano Atlântico        | |
| Oceano Antártico        | |
| Antártida               | Península Antártica, reivindicada pela Argentina (Antártida Argentina), Chile (Província da Antártida Chilena) e Reino Unido (Território Antártico Britânico) |
| Oceano Antártico        | Mar de Weddell, a leste da Ilha Vega e da Ilha James Ross |
| Antártida               | Ilha Snow Hill, reivindicada pela Argentina (Antártida Argentina), Chile (Província da Antártida Chilena) e Reino Unido (Território Antártico Britânico)      |
| Oceano Antártico        | Mar de Weddell |
| Antártida               | Território reivindicado pela Argentina (Antártida Argentina), Chile (Província da Antártida Chilena) e Reino Unido (Território Antártico Britânico)           |